# A Herança do Andarilho
A Herança do Andarilho é um álbum de tributo a José Afonso, da banda portuguesa de rock UHF. Editado pela AM.RA Discos, em 27 de outubro de 2017, o disco foi produzido por António Manuel Ribeiro e masterizado por Rui Dias e Andy VanDette no estúdio Mister Master na Charneca da Caparica e no Masterdisk Studio em Nova Iorque, respetivamente.
No ano em que passaram trinta anos sobre o desaparecimento físico de José Afonso, os UHF homenagearam o seu património. São sete canções do mais importante cantautor e compositor português trabalhadas nos últimos anos por António Manuel Ribeiro, puxadas para o som ora elétrico ora acústico, a que se juntam três temas da banda no fio condutor do legado. O disco apresenta duas novas versões: "Traz Outro Amigo Também", estreado na rádio Antena 1 como primeira amostra do álbum, e "No Comboio Descendente" que serviu de single de apresentação.
Atentos à realidade política e social do país, os UHF são o rosto do rock de intervenção em Portugal. Com alguma influência de José Afonso, assumem uma posição ativa em relação a temas sensíveis na vida das pessoas. O líder da banda assume o poeta popular como fonte inspiradora e confessa: "Eu não quero imitar José Afonso, quero ler a sua genialidade."
A Herança do Andarilho sucede à coletânea Almada 79 na discografia dos UHF, e é um trabalho há muito desejado pelos fãs da banda. Entrou diretamente para o 19º lugar na tabela de vendas da AFP (Associação Fonográfica Portuguesa), para depois subir à 18ª posição no decorrer da terceira semana no mercado.

## Antecedentes e desenvolvimento
A realização de um disco que homenageasse José Afonso, e a sua obra, há muito que fazia parte dos planos do líder dos UHF, António Manuel Ribeiro.

"Quando anuncio em palco uma canção do José Afonso afirmo que um homem não morre, parte, e a obra que nos deixou prolonga a sua existência entre nós. É isso que queremos levar aos mais novos, canções de outro tempo que não têm data certa. Pertencem-nos."

– Legado de José Afonso valorizado pelos UHF.
 A primeira vez que ouviu falar do cantor chamado José Afonso, teria 13 ou 14 anos, quando ouviu na rádio o tema "Os Vampiros". A arte da escrita de Afonso, plena de melodias belíssimas e ao mesmo tempo complexas, entusiasmou o jovem rapaz a descobrir a sua genialidade. Já com os UHF, foi trabalhando as canções do trovador ao longo do tempo e foi também ouvindo os fãs que o desejo de avançar com um disco de tributo se consolidou. "Este é um daqueles discos que se faz uma vez na vida", referiu, lembrando que a primeira vez que trabalhou sobre um tema de José Afonso foi em 1994, com a "Morte Saiu à Rua", no disco Filhos da Madrugada cantam José Afonso. Esse projeto reuniu algumas das bandas portuguesas mais mediáticas do início da década de 1990, com o objetivo de transmitir o legado de José Afonso às novas gerações. Foi um enorme sucesso comercial e crítico e reuniu no palco do antigo Estádio José Alvalade todas as bandas envolvidas, numa das realizações mais ambiciosas de sempre no panorama musical português. Após essa experiência, os UHF sentiram-se motivados para criarem novas roupagens de algumas canções do poeta popular. Gravaram os temas "Grândola, Vila Morena" (2007), "Vejam Bem" (2010), "Era de Noite e Levaram" (2014), "Os Vampiros" (2014) e os recentes "Traz Outro Amigo Também", estreado no dia 24 de abril de 2017, na comemoração dos 43 anos da Revolução de Abril, na rádio Antena 1 como primeira amostra do álbum de tributo, e "No Comboio Descendente" – primeiro single – com a participação de Armando Teixeira. São também convidados os companheiros de José Afonso: José Jorge Letria, Vitorino, Manuel Freire e Samuel, numa visita hard rock a “Grândola, Vila Morena”. Com o lema 'Renovar e vencer o esquecimento', o disco A Herança do Andarilho foi lançado a 27 de outubro de 2017, em formato disco compacto e venda digital e, em fevereiro de 2018, no formato vinil. A faixa "A Morte Saiu à Rua" é um registo gravado ao vivo na Casa da Música em 18 de dezembro de 2013.
Só me interessam as canções e o autor e trabalhar para prolongar a sua existência, a música popular reinventada que nos permitiu um canto coletivo como forma de existir, mais do que resistir (isso é dar força ao agressor) num tempo negro de censura e direitos humanos ceifados. Era por cá assim.—  António M. Ribeiro fala da importância social e política das canções de José Afonso.
Autor maioritário do reportório da banda, António Manuel Ribeiro assume José Afonso como uma das suas grandes influências musicais, e reconhece: “Seria triste e enfadonho imitar a simplicidade de um génio. Por isso, fizemos leituras e revelamos canções importantes para os mais novos ouvirem”. Determinado em perpetuar o legado de José Afonso, sublinhou: “É dar continuidade à fantástica obra que nos deixou e revelar a semente herdada”.

## Sobre o homenageado
José Manuel Cerqueira Afonso dos Santos, Zeca para amigos, nasceu a 2 de agosto de 1929 na freguesia de Glória, em Aveiro, onde passou a infância repartida por Angola e Moçambique. No regresso a Portugal foi viver para Belmonte e aos 11 anos mudou-se para Coimbra, onde mais tarde estudou Filosofia e História. Aproximou-se ao fado coimbrão tornando-se notado pelas suas interpretações – não apenas pela qualidade da sua voz mas pela originalidade que emprestava às interpretações – cantando grandes poetas, clássicos e contemporâneos, como forma de resistência ao regime.

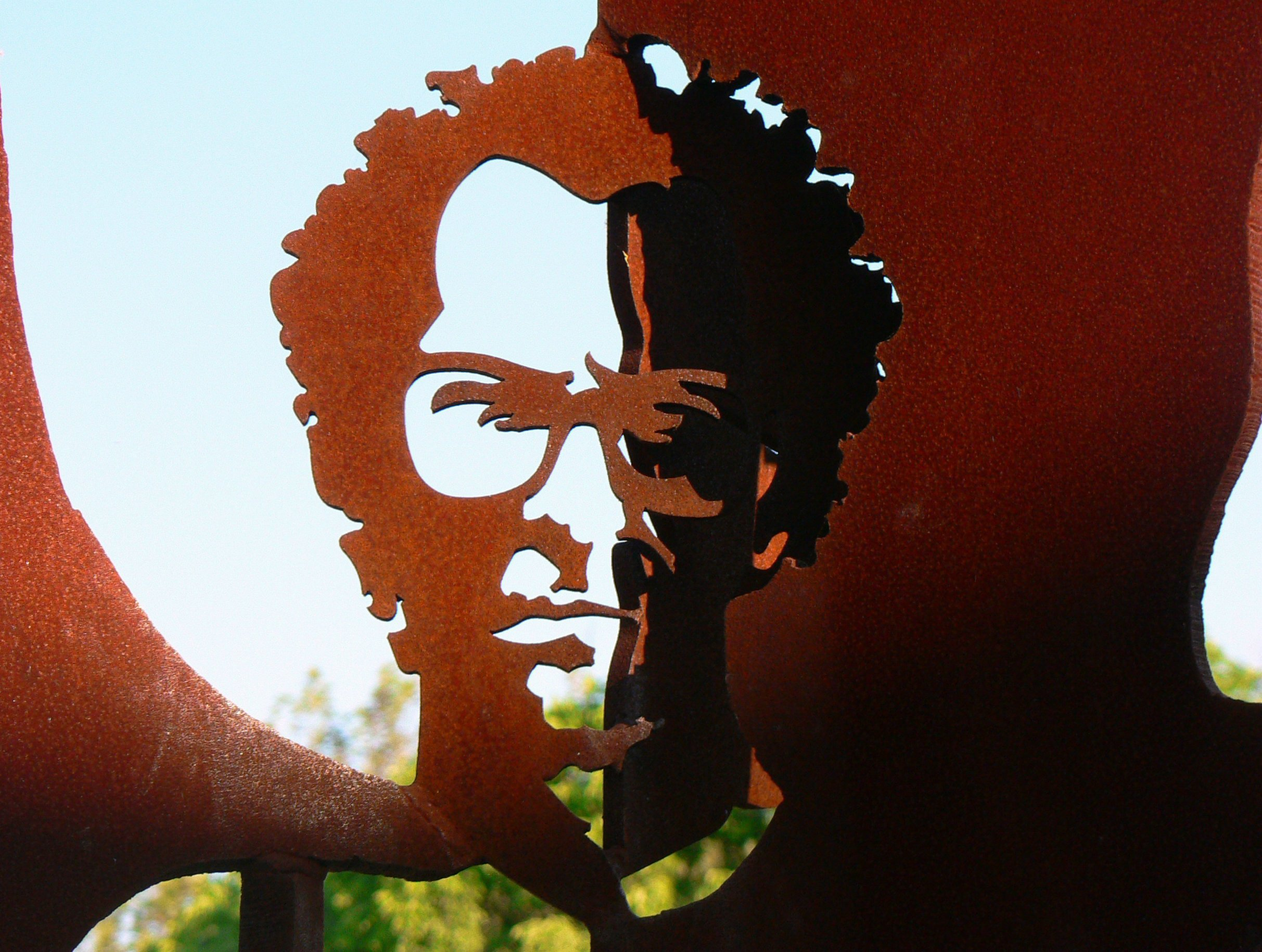
Monumento de José Afonso em Grândola.

Teve uma breve carreira como professor do ensino secundário até ser expulso por incompatibilidades ideológicas face ao regime ditatorial vigente, restando-lhe dar aulas de explicações por necessidade financeira. Mais disponível para a música, revelou-se um compositor notável capaz de conciliar a música popular e os temas tradicionais com a palavra de protesto social. Importa referir o papel fundamental e único da canção política. A literatura, o teatro ou o cinema tiveram um papel de relevo, mas foi a canção que uniu as vozes e as vontades e se misturou com o quotidiano dos civis e militares que fizeram a mudança com a Revolução de 25 de Abril de 1974.
Duas de suas canções marcaram a libertação do país: "Os Vampiros" – tema fundador do canto político em Portugal – e "Grândola, Vila Morena", a segunda canção-senha da Revolução. José Afonso foi um símbolo da resistência democrática contra a ditadura que vigorou em Portugal entre 1933 e 1974. Desse tempo fica o registo da arte da canção e da poesia, a coragem dos cantores perseguidos, aprisionados, com os discos censurados e os espetáculos proibidos. Mais do que um cantor de intervenção, José Afonso foi responsável por uma revolução musical, rompendo com tudo o que havia para trás na música popular portuguesa. A sua obra foi fortemente influenciada pelas andanças que fez por África, Trás-os-Montes, Beiras, Algarve, ilhas, Galiza e Astúrias, sendo considerado como o pai da world music em Portugal.
José Afonso tentou comunicar valores e ideais, utopias e mensagens libertadoras, ansiou por um Portugal sem tabus, sem ter de calar o valor da liberdade, pelo que se tornou num vulto histórico, num modelo de afronta na luta contra o regime. Suas canções premeiam uma veia criadora, intensamente preocupada com causas humanas e sociais e são exemplo de ação e de luta constante, objetivando provocar a agitação e mudança contra o marasmo fomentado por um regime que necessitava de ser questionado e, por fim, substituído.—  O historiador Albano Viseu enaltece a personalidade e a lucidez de José Afonso.
O poeta da liberdade, José Afonso, faleceu em Setúbal no dia 23 de fevereiro de 1987, com 57 anos, vítima de doença prolongada. Deixou o legado de 22 discos que revestem um artista da música, da poesia e da voz, que pôs a sua arte ao serviço da cidadania de uma maneira desprendida e desinteressada de forma a contribuir para uma sociedade sem muros nem ameias e sem exploradores nem explorados – "Em cada esquina um amigo/ Em cada rosto igualdade" – perpetuou o autor. Trinta anos após a sua morte, é revelador do génio, da força e da influência de José Afonso, que a sua arte continue a embalar velhas e a despertar novas gerações portuguesas e não só, perpetuando-se e regenerando-se, sem que se apague a chama que continua a dar vida a noites e dias inteiros. José Afonso acreditava que a música tinha um papel transformador, que era essa a sua função enquanto músico. Mesmo depois do 25 de Abril, quando percebeu que a sociedade não seguia o rumo que ele teria querido, nunca desistiu. Tanto em 1970 como na atualidade, a música é detonada pelo seu tempo e pode fazer muitos estragos. As palavras não são armas mas podem ser usadas como tal. Um homem que repudiava a guerra e todo o tipo de exploração, sem nunca se afirmar como um músico de intervenção enfrentou todo um regime político apenas com a sua voz e algumas palavras, desafiou toda uma mentalidade medrosa e acomodada, driblou a censura, não fez do cifrão a sua bússola e nem as paredes de betão em Caxias silenciaram a sua voz. Portugal castigou-o como professor, esgotou-o como músico, maltratou-o como homem. A tudo resistiu, porque era assim que via a vida: como um ato de resistência, uma revolta contra o vazio.

## Letras e temas
A linguagem de José Afonso é muito especial, usa termos de várias áreas gramaticais cuja análise foi baseada na investigação dos significados lexicais, morfológicos e sémanticos das palavras das canções, e um vocabulário próprio recolhido de acontecimentos na sua vida em diferentes períodos.
O disco de tributo abre com "Traz Outro Amigo Também", do álbum homónimo de 1970, que assinala uma nova fase no percurso musical e poético do autor. A canção exprime o generoso e persuasivo companheirismo entre homens e mulheres na luta pela democracia. Segue-se o tema fundador do canto político nacional. Quando olhamos para o Portugal contemporâneo constatamos até que ponto as palavras de "Os Vampiros" se mantêm amargamente atuais, como libelo contra a forma como a arrogância do poder financeiro condena à pobreza, à exclusão e à revolta um número crescente de portugueses para quem o direito à indignação é verdadeiramente irrevogável. A palavra 'Vampiro' foi usada por Afonso, em 1970, no sentido figurativo de ditador, uma metáfora, na qual todas as pessoas eram controladas pelo regime perante um povo narcotizado e adormecido. "Vejam Bem" fala da força do pensamento como primeiro passo para a mudança, e do desamparo e isolamento social de quem ousava opor-se ao regime. Composto em parceria com Luís de Andrade, o tema "Era de Noite e Levaram" refere as perseguições da polícia política (PIDE) nas noites arbitrárias do fascismo. "Para dizer aos mais novos que o 25 de Abril não foi assim há tanto tempo, apesar do tempo que passou, maior que a sua idade. Por que cada feriado nacional tem uma história. Por isso a gravámos." Escrevem os UHF, e acrescentam: "Por que da música séria nasce a alegria da vida."

Amigo 

Maior que o pensamento

Por essa estrada amigo vem,

Não percas tempo que o vento 

É meu amigo também.

Em terras

Em todas as fronteiras

Seja bem vindo quem vier por bem,

Se alguém houver que não queira

Trá-lo contigo também.

Aqueles

Aqueles que ficaram

Em toda a parte todo o mundo tem,

Em sonhos me visitaram

Traz outro amigo também.

—José Afonso.
No fio condutor do legado, os UHF acrescentaram três canções suas: "Nove Anos", "Porquê (português)" e "Vernáculo (para um homem comum)". A primeira foi escrita de relance no dia em que José Afonso faleceu. É um texto focado na vida do artista onde se inclui o aplauso, o esquecimento e muitas interrogações. Um tema de reflexão para o autor, António Manuel Ribeiro. A segunda canção responsabiliza a medíocre classe política portuguesa pelo critico estado da nação de que resultou a crise financeira em 2008, e "Vernáculo (para um homem comum)" é uma declamação musicada acompanhada por num texto delicado e assertivo, que espelha o pensamento das pessoas em relação aos governantes portugueses. Censurada pela rádio a canção foi um êxito na internet, em 2013, e tornou-se um manifesto antipolítico. O cancioneiro de José Afonso continua com o tema "No Comboio Descendente", um poema de Fernando Pessoa que trata, alegoricamente, do processo de adormecimento social. O que deveria ser uma viagem de comboio longa, alegre e barulhenta é, na verdade, aborrecida, pois descendente é a animação dos viajantes. "Grândola, Vila Morena" é o poema mais famoso de Afonso, o seu hino de utopia e libertação. "Pequena homenagem à 'Sociedade Musical Fratemidade Operária Grandolense', onde atuei juntamente com Carlos Paredes", escreveu José Afonso. Foi a canção escolhida, entre três, como uma das senhas da Revolução de 1974, não só porque as outras duas estavam proibidas pela censura, mas também por conter o trecho "o povo é quem mais ordena". Essa frase refere o poder popular que persistiu ao longo da ditadura, como prova que a ideologia da classe dominante não tinha penetrado no povo. O disco encerra com "A Morte Saiu à Rua", canção que presta homenagem ao artista plástico José Dias Coelho, assassinado pela PIDE em 1961.

## Lista de faixas
O disco compacto é composto por dez faixas em versão padrão. Os temas "Nove Anos", "Porquê (português)" e "Vernáculo (para um homem comum)" são da autoria de António Manuel Ribeiro. Os temas "Era de Noite e Levaram" e "No Comboio Descendente" são, respetivamente, poemas de Luís de Andrade e de Fernando Pessoa, musicados por José Afonso, que compôs também as restantes canções.
| CD             |                                                          |                               |         |  |
| N.º            | Título                                                   | Compositor(es)                | Duração |  |
| 1.             | "Traz Outro Amigo Também"                                | José Afonso                   | 4:07    |  |
| 2.             | "Os Vampiros"                                            | José Afonso                   | 3:48    |  |
| 3.             | "Vejam Bem"                                              | José Afonso                   | 4:47    |  |
| 4.             | "Era de Noite e Levaram"                                 | Luís de Andrade / José Afonso | 2:32    |  |
| 5.             | "Nove Anos"                                              | António M. Ribeiro            | 5:05    |  |
| 6.             | "Porquê (português)"                                     | António M. Ribeiro            | 2:25    |  |
| 7.             | "Vernáculo (para um homem comum)"                        | António M. Ribeiro            | 10:10   |  |
| 8.             | "No Comboio Descendente"                                 | Fernando Pessoa / José Afonso | 3:22    |  |
| 9.             | "Grândola, Vila Morena"                                  | José Afonso                   | 3:56    |  |
| 10.            | "A Morte Saiu à Rua" (Ao vivo na Casa da Música em 2013) | José Afonso                   | 5:04    |  |
| Duração total: | Duração total:                                           | Duração total:                | 43:56   |  |

## Desempenho comercial
A Herança do Andarilho entrou diretamente para o 19º lugar na tabela de vendas, e após três semanas de permanência atingiu a 18ª posição.

## Créditos
Lista-se abaixo os profissionais envolvidos na elaboração de A Herança do Andarilho, de acordo com o encarte do disco compacto.
| Músicos - António Manuel Ribeiro: vocal e guitarra - António Côrte-Real: guitarra - Luís 'Cebola' Simões: baixo e vocal de apoio - Fernando Rodrigues: teclas e vocal de apoio - Ivan Cristiano: bateria e vocal de apoio - Nuno Oliveira: teclas (canções 2, 4, 5 e 10) - Jorge Manuel Costa: teclas (canção 8) | Convidados - Manuel Paulo: piano (canção 7) - Armando Teixeira: vocal e eletrónica (canção 8) - Miguel Cervini: guitarra (canção 8) - José Jorge Letria: vocal (canção 9) - Vitorino: vocal (canção 9) - Manuel Freire: vocal (canção 9) - Samuel: vocal (canção 9) |

| Produção - António Manuel Ribeiro: produção - Rui Dias: masterização (canções 1, 2, 4, 7, 8, 9 e 10) - Andy VanDette: masterização (canções 3, 5 e 6) - David Monge: concepção da capa |